# Karl Aßfahl

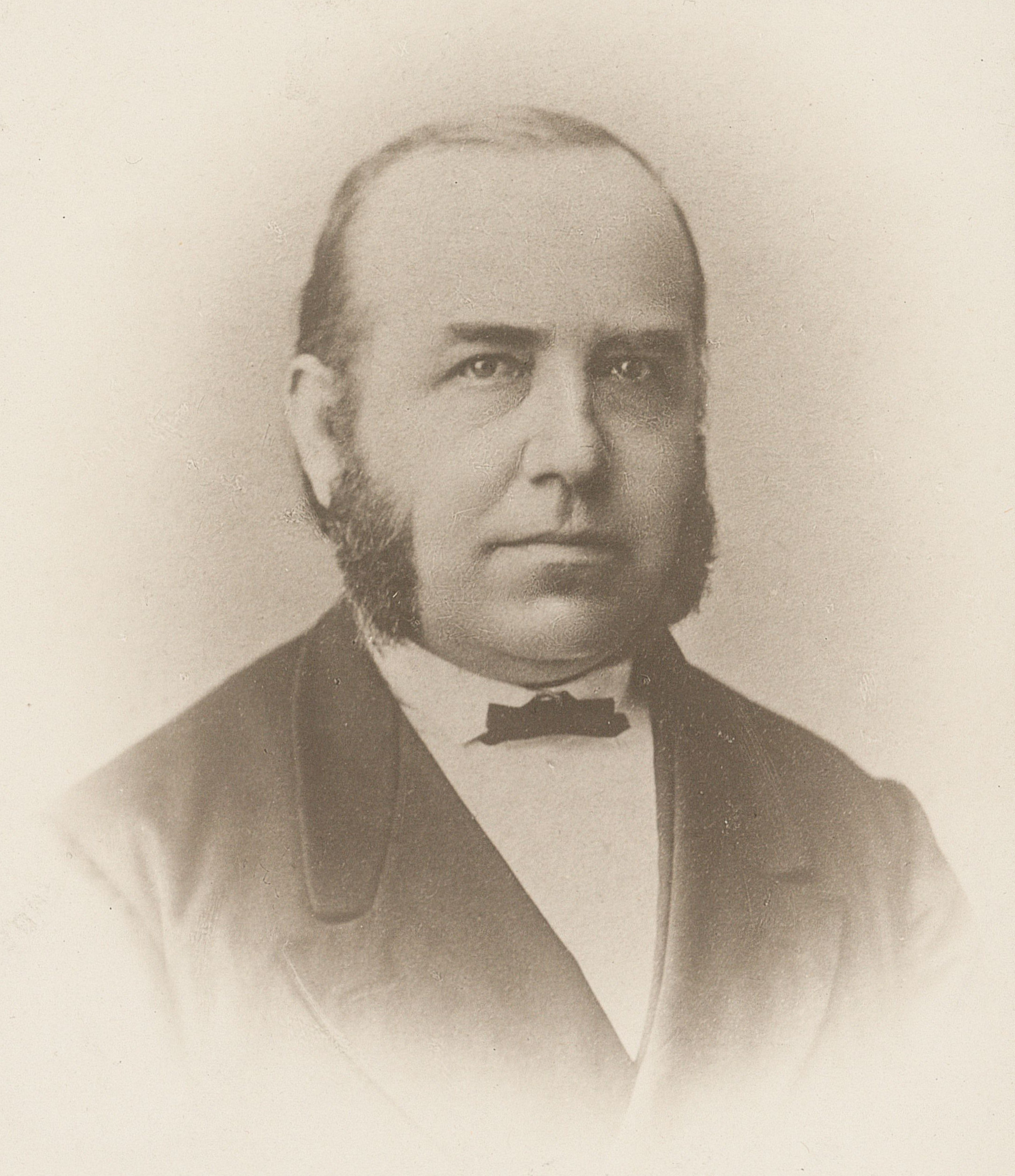
Karl Aßfahl

Karl Aßfahl (* 3. Januar 1827; † 11. Mai 1907 in Stuttgart) war ein deutscher Lehrer. 

## Leben
Aßfahl arbeitete als Lehrer in Markgröningen, Schwäbisch Hall und Böblingen. 1869 kam er als Professor an die Realanstalt Stuttgart, wo er später Rektor wurde. Er verfasste verschiedene Lehr- und Übungsbücher für den Unterricht in der deutschen Sprache und in Fremdsprachen, die jeweils mehrere Auflagen erlebten. 1897 ging er in den Ruhestand, behielt aber den Posten als Vorstand der städtischen Elementarschule noch bis 1902 bei. Er wurde auf dem Pragfriedhof in Stuttgart beigesetzt. Aßfahl war verheiratet mit Emilie, geb. Reichert.

## Ehrungen
- Friedrichs-Orden, Ritter 1. Klasse[5]

## Veröffentlichungen
- Auswahl französischer Wörter und Redensarten als Uebungsstoff für eine methodische Behandlung des Vocabellernens. Stuttgart 1862.
- mit Johann Philipp Glökler: Deutsches Sprach- und Übungsbuch für die erste Stufe des grammatischen Unterrichtes in höhere Lehranstalten. Metzler, Stuttgart 1872.
- mit Johann Philipp Glökler: Deutsches Sprach- und Übungsbuch für die zweite Stufe des grammatischen Unterrichtes in höheren Lehranstalten. Metzler, Stuttgart 1874.
- Hundert Übungsstücke für die französische Komposition. Bonz, Stuttgart 1876.
- Kurzgefasste Deutsche Grammatik mit Uebungsaufgaben. Stuttgart 1876.
- Hundert Prüfungsaufgaben im Französischen und Englischen: zum Gebrauch für 12–14-jährige Schüler, sowie zur Vorbereitung auf die Zentral-Prüfung für den Einjährig-Freiwilligen-Dienst. Bonz, Stuttgart 1886.